# Sorgbuskgök
Sorgbuskgök (Cacomantis merulinus) är en asiatisk fågel i familjen gökar med vid utbredning från Indien till Filippinerna och Indonesien.

## Utseende och läte
Sorgbuskgöken är enförhållandevis liten gök med en kroppslängd på 18,5–23 centimeter. Adulta fåglar har grått huvud, mörkgrå ovansida och rostfärgad buk och undergump. Vissa honor är mörkbandat rödbruna ovan och på stjärten och kraftigt bandad ljust roströd undersida. Den är en ljudlig art som yttrar ett ihållande, högljutt och sorgsamt (därav namnet) "tay...ta...tee", till och med nattetid.

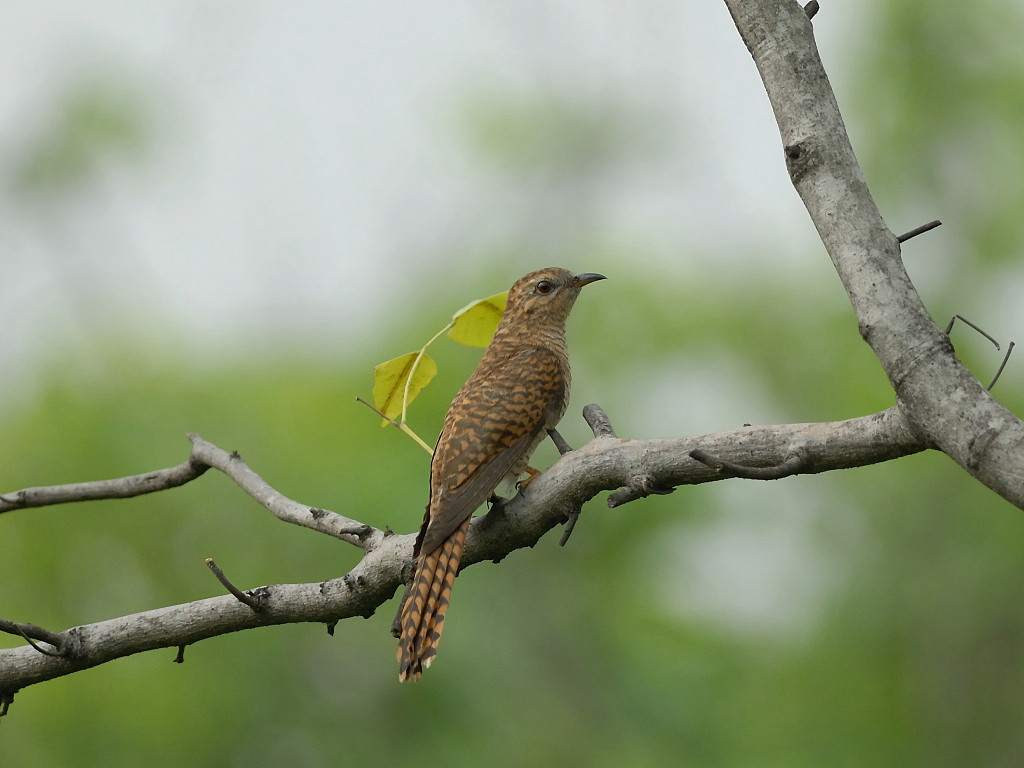
Hona.

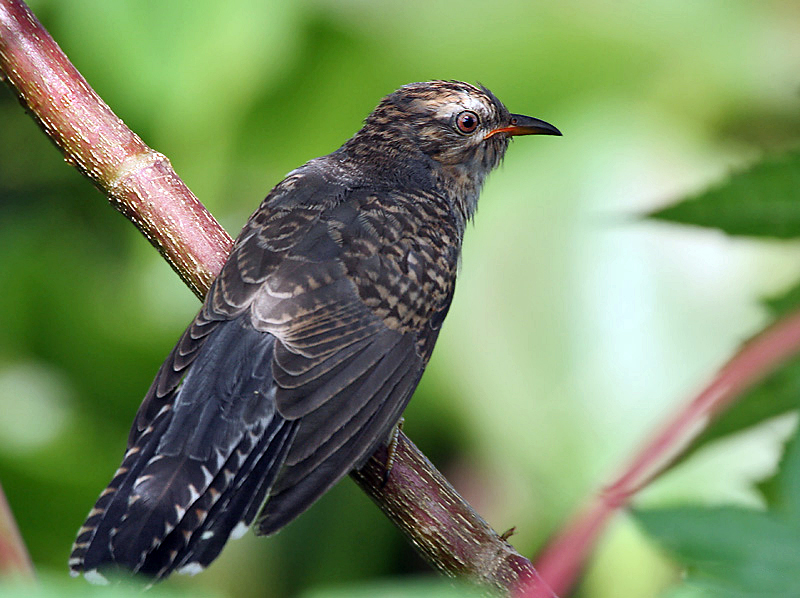
Ungfågel.

## Utbredning och systematik
Sorgbuskgök delas in i fyra underarter med följande utbredning:
- Cacomantis merulinus querulus – förekommer från östra Himalaya till södra Kina, Myanmar, Malackahalvön och Indokina
- Cacomantis merulinus threnodes – förekommer på södra Malackahalvön, Sumatra och Borneo
- Cacomantis merulinus lanceolatus – förekommer på Java, Sulawesi och Togianöarna
- Cacomantis merulinus merulinus – förekommer i Filippinerna

Tidigare har den och indisk buskgök behandlats som en och samma art, men de urskiljs numera oftast som egna arter.

## Status och hot
Arten har ett stort utbredningsområde och en stor population med stabil utveckling som inte tros vara utsatt för något substantiellt hot. Utifrån dessa kriterier kategoriserar internationella naturvårdsunionen IUCN arten som livskraftig (LC). Världspopulationen har inte uppskattats men den beskrivs som vanlig i hela utbredningsområdet.

## Namn
Fågeln har på svenska även kallats gråbröstad buskgök.